# Tiroidectomia robotica trans-ascellare
La tiroidectomia transascellare robotica è un intervento chirurgico, ideato dal chirurgo sudcoreano Woong Youn Chung, che permette la rimozione totale o parziale della tiroide senza creare cicatrici sul collo.
La scuola coreana esegue questo accesso da molti anni in quanto la presenza di cicatrici sul collo viene considerata particolarmente inestetica. Per tale motivo i medici orientali hanno ideato approcci ascellari, spesso combinati con un accesso mammario. Prima dell'impiego del robot chirurgico(Robot Da Vinci) questo intervento veniva eseguito con strumenti laparoscopici (analoghi a quelli impiegati per una colecistectomia laparoscopica).
L'intervento di Chung viene eseguito con un'incisione cutanea di 5 cm a livello ascellare e talvolta è necessaria una seconda incisione fra il seno e lo sterno. Le incisioni vengono praticate dal lato in cui la tiroide è più voluminosa. Questo accesso nasconde in maniera eccellente la cicatrice, richiede la creazione di un tunnel sottocutaneo di circa 15 centimetri e il passaggio attraverso i muscoli sternocleidomastoidei. Questo accesso è tutt'altro che mininvasivo (vedi Tiroidectomia) ma sembra gravato da minori complicanze a carico dei nervi laringei rispetto alla chirurgia tiroidea tradizionale.
Esperienze precedenti, di matrice italiana, sono state proposte nel 2008 dal Prof. Pier Cristoforo Giulianotti (Professore di Chirurgia a Chicago e direttore della scuola internazionale ACOI di chirurgia robotica all'ospedale di Grosseto), che in tale occasione ha eseguito per la prima volta in Italia presso l'ospedale di Grosseto un'emitiroidectomia robotica.
Il prof. Chung, invitato a Forlì nel giugno 2010 presso l'unità operativa di chirurgia endocrina dell'ospedale Morgagni-Pierantoni di Forlì diretta dal dott. Alberto Zaccaroni, ha presentato l'intervento alla comunità chirurgica italiana. Questo evento ha avuto il merito di far conoscere questa procedura alla comunità scientifica italiana, ma ancora esistono delle perplessità in merito a tale approccio. Esperienze isolate sono state effettuate anche dall'équipe di Pisa dove però si predilige la Tiroidectomia videoassistita.

## Controindicazioni
- Noduli superiori a 5 centimetri di diametro.
- Noduli in sede posteriore (maggior rischio di lesioni esofagee).
- Presenza di linfonodi metastatici in sede latero-cervicale.
- Presenza di pace-maker o di pregressa chirurgia mammaria o radioterapia di collo e torace.
- Presenza di neoplasie tiroidee infiltranti le strutture adiacenti (trachea, esofago).